# Teufelssteine (Molbergen)
Das Großsteingrab Teufelssteine (auch Teufelssteine Bischofsbrück genannt) liegt nordwestlich der Siedlung Bischofsbrück, am östlichen Ufer der Marka, nördlich der Dörfer Peheim und Vrees, etwa neun Kilometer nordwestlich von Molbergen in Niedersachsen. Das Großsteingrab ist eine Anlage der Trichterbecherkultur (TBK) aus dem Neolithikum (3500 bis 2800 v. Chr.) Neolithische Monumente sind Ausdruck der Kultur und Ideologie neolithischer Gesellschaften. Ihre Entstehung und Funktion gelten als Kennzeichen der sozialen Entwicklung.

## Beschreibung
Das 40 × 6 Meter große, vermutlich einst eher ovale Hünenbett mit der Sprockhoff-Nr. 959 umschließt eine mit drei unterschiedlich großen Decksteinen bedeckte, vollständig erhaltene, so genannte „hannoversche Kammer“ von 6,0 × 1,5 Meter. Die Kammer hat auf der südlichen Langseite drei Tragsteine, auf der nördlichen zwei und zwei Endsteine. Der Zugang (müsste im Norden gelegen haben – was ungewöhnlich wäre) ist nicht auszumachen. Der größte Deckstein misst 3,0 × 2,9 × 0,6 Meter. Einer der Steine trägt die Inschrift „ANNO SANTO“ aus dem 20. Jahrhundert, im älteren Futhark. Die Steine der Einfassung sind unvollständig und einige stehen nicht mehr in ihrer ursprünglichen Position.

## Sage
Die Sage erzählt, der Teufel habe die Steine zusammengetragen, um einen Schatz zu sichern. Schatzsucher seien durch gewaltiges Sausen und Brausen von dem Vorhaben, den Schatz zu heben, abgehalten worden. Ein großer Hund soll hier früher des Nachts sein Unwesen getrieben haben. Es soll unmöglich sein, die Anzahl der Steine exakt anzugeben, jede Zählung ergäbe andere Zahlen, was auf die unheimliche Aura des Ortes zurückzuführen sei.

Teufelssteine
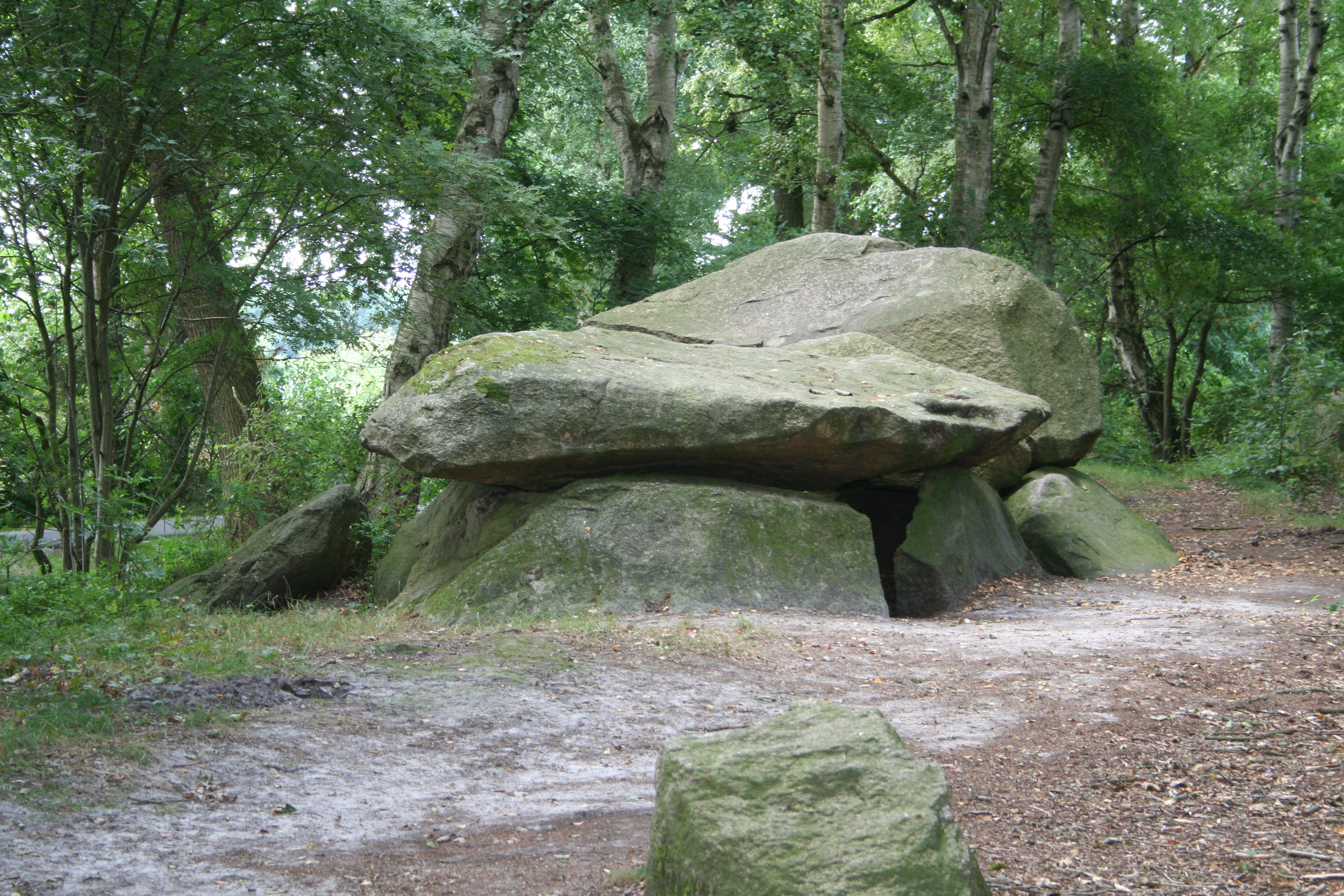
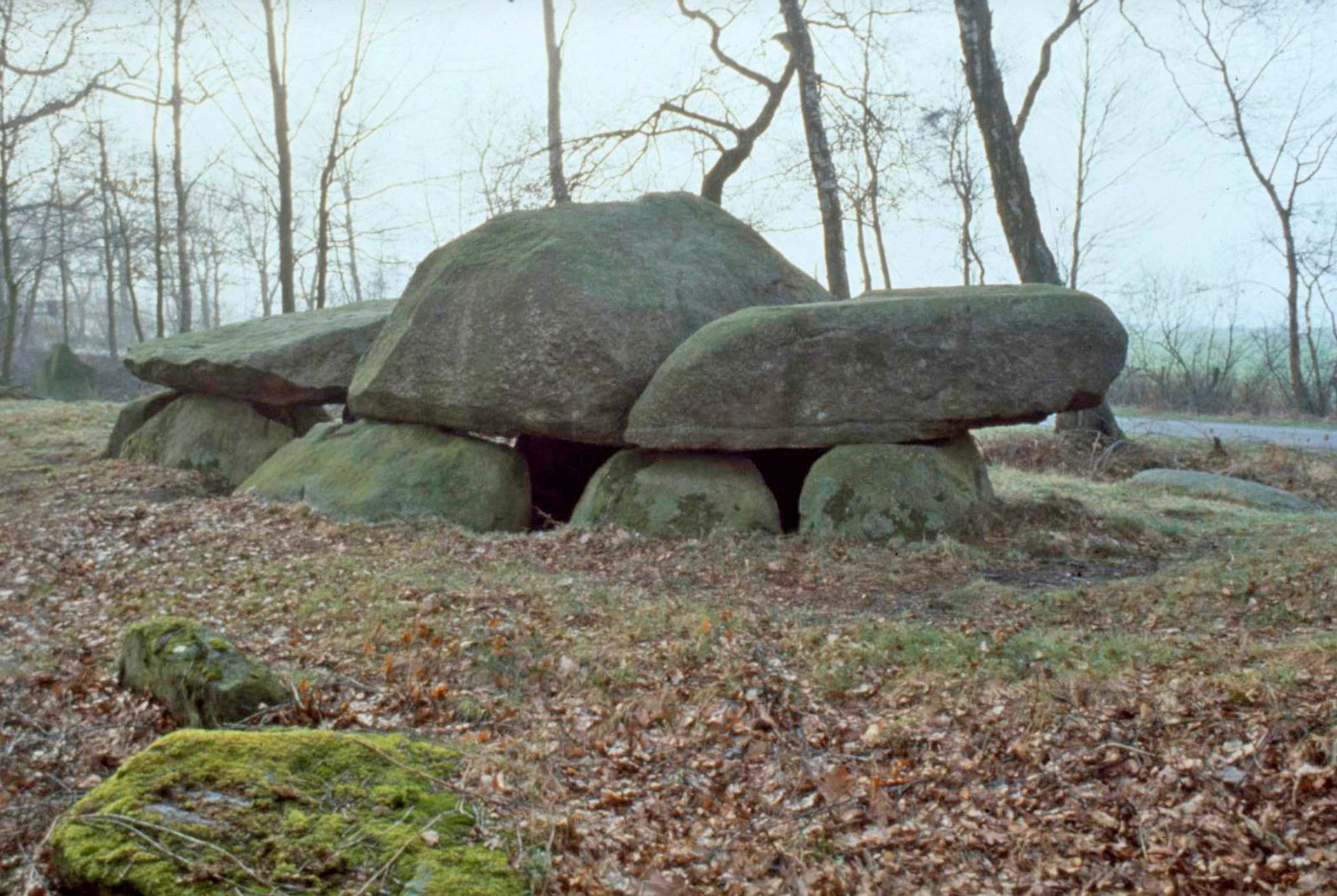
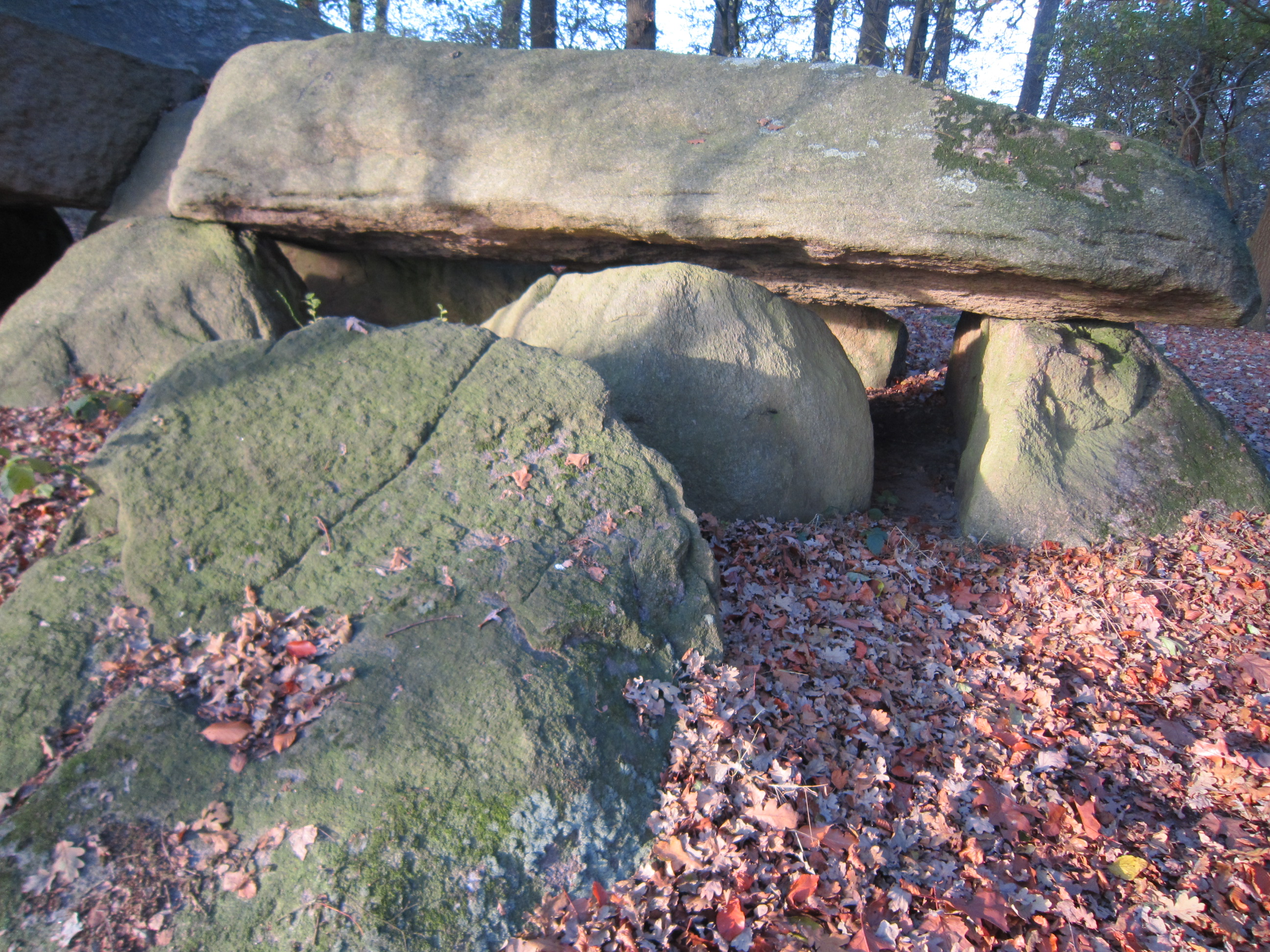